# 布特岩
布特岩（英語：Boot Rock），是南極洲的岩石，位於南桑威奇群島，處於坎德爾默斯島東南部0.2公里，海拔高度30米。
1930 年,由英國的研究隊繪入地圖和命名，由英國海外領土管轄。